# Írárfoss
Der Írárfoss ist ein Wasserfall im Süden von Island.
Der eher kleine Fluss Írá stützt sich hier 60 m in die Tiefe.
Der Wasserfall zwischen Skógar und Hvolsvöllur ist von der Ringstraße aus in etwa 1,5 km Entfernung zu erkennen.
Über den Skálavegur  kann man ihn bis auf 250 m erreichen.